# ニオス湖
ニオス湖（ニオスこ、英語: Lake Nyos）は、カメルーンの北西州に所在する火口湖。カメルーン火山列上の活火山であるオク山の頂上に位置し、火山岩が形成した天然ダムが湖水を堰きとめている。
湖底の地下にはマグマ溜まりがあり、湖水中に二酸化炭素 (CO2) を放出している。このような形で二酸化炭素を含有する湖は、ニオス湖のほかには、同じくカメルーンのモヌン湖、ルワンダのキブ湖の2例しかない。
1986年8月21日、湖水爆発を起こしたニオス湖から大規模な二酸化炭素の雲が発生し、近隣の村落の住民1,800人および家畜3,500頭が犠牲となった。その後対応策として、湖底に5本のパイプを通し、そこから地表へ直接ガスを抜くという構想がたてられた。2012年時点では、5本のパイプのうち3本が完成している。
今日では、天然ダムの劣化による脅威も生じている。地すべりやがけ崩れなどによってダムが決壊した場合、ナイジェリアに至るまでの村々を飲み込む洪水が発生するものと予想されている。

## 形成の過程
オク火山帯（英語版）に位置するニオス湖の外周はほぼ円形のマールであり、溶岩流が地下水によって急激に冷やされたことによる爆発孔が元となっている。ニオス湖のマールは400年ほど前の噴火の際に形成されたと考えられており、周囲長1,800 m、深さ208 mである。
この地域では数百年前から火山活動が活発であり、プレートテクトニクスによって南アメリカとアフリカが分断された約1億1千年前から、やや緩やかではあるものの西アフリカもまた少しずつ浮き上がりつつある。この動きはムベレ地溝帯（英語版）として知られており、地殻の膨張のため、カメルーンを貫く一本の線に沿ってマグマが地表に湧き出してくる。カメルーン山もまたこの断層にある。ニオス湖は古い溶岩流と火砕流の残骸に囲まれている。
湖水は火山岩からなる天然ダムによってせきとめられている。最も狭隘なところでは、壁面の高さが40 m、幅が45 mほどである。

## ガスの飽和
ニオス湖は二酸化炭素で飽和していることが確認されている世界で3つの湖の中の一つである（他2つは、ニオス湖から100 kmほど離れた場所にあるモヌン湖と、ルワンダにあるキブ湖）。この地帯の地底に存在するマグマ溜まりからは大量の二酸化炭素が発生しており、これが湖底から染み出してニオス湖の湖水に9千万トンの二酸化炭素となって溶け込んでいる。
ニオス湖は温度によって分けられる複層構造を持っており、水面に近い層の水ほど密度が低く、湖底に近い層の水ほど冷たく密度が高い。長期間にわたって染み出し続けた大量の二酸化炭素は湖底付近の水に溶け込んでいる。
平時、湖は安定しており、二酸化炭素は深層に溶け込んだ状態でとどまっている。しかしながら、時が経るにつれて湖水は二酸化炭素で過飽和し始め、地震や噴火などの出来事をきっかけとして、大量の二酸化炭素が突発的に噴出する可能性がある。

## 1986年の災害

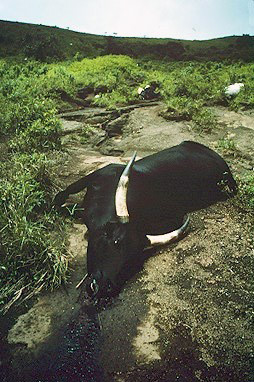
窒息死した牛。

二酸化炭素の突発的な噴出は1984年にモヌン湖でも発生し、地元の住民37人が死亡したが同様のケースがニオス湖において発生しうるとは予見されていなかった。
しかしながら、1986年8月21日にニオス湖で湖水爆発が発生し、それが引き金となって160万トンの二酸化炭素が大気中に放出された。二酸化炭素は近隣の2つの渓谷に勢いよく流れこみ、20 km圏内にいた約1,800人と家畜3,500頭が二酸化炭素中毒または窒息で死亡した。また約4,000人の住民がこの地域から避難したが、その多くがガスを原因とする呼吸障害や火傷、麻痺などを訴えた。
何が原因となってこれほどに大規模なガスの噴出が起きたかは不明である。大部分の地質学者は地すべりが原因と推定しているが、中には小規模な噴火が湖底で起きたためと考えている学者もいる。第三の説として、湖の片側に偏って雨が降ったことが湖水の対流を引き起こしたという説もある。いずれの説を採るにせよ、湖底水深による加圧下で飽和に達していた水塊が、急激に水面近くに湧き上がった、と考えられている。結果、水圧から解放された二酸化炭素がまさに炭酸飲料の栓を抜いた様に、大気中に噴出したと見られる。
噴出したガスは1 km3に上ると考えられる。二酸化炭素は空気よりも重いため、山の斜面に沿って流下しながら周囲の空気を追い出し、放散するまでの間に住民と家畜を窒息死させた。通常時、湖水の色は青く見えるが、ガスが噴出した直後は湖底部の鉄を多く含んだ水が水面近くに上昇して空気に触れ酸化したため、赤く変化した。水位が約1 m下がったのは、それだけの量のガスが放出されたことを示す。ガスの噴出は同時に湖水の氾濫をも引き起こしたものと思われ、近くの樹木はなぎ倒されていた。

## ガス抜きの試み
災害規模の大きさから、どうすれば同様の災害を防止できるかという研究が大いになされた。湖水に含まれる二酸化炭素の推定量から、ガスの放出は10年から30年のサイクルで発生すると考えられた。もっとも、近年の研究では天然ダムの決壊に伴う湖水の流出がもし起きた場合、湖水中に二酸化炭素を封じ込めている水圧が減少し、ガスの放出がもっと早い時期に起きる可能性があることも指摘されている。
そこで、湖の深層に5本のパイプを通し、コントロール可能な規模でのガスの放出を継続的に促すという対応策が考案された。国際的協力により1本が完成し、湖の深層の水をこのパイプを通して水面近くに吸い上げることにより人為的に発泡させ、湖水の二酸化炭素が少量ずつ放出されるようになった。将来的には、二酸化炭素の最大量を減少させることで湖水爆発を完全に防止することが期待されている。ガス抜きは2001年から始まり2011年に2本パイプが追加され順調に続けられている。

### 類例
ニオス湖の惨劇の後、アフリカの湖で他に似たような現象を引き起こす可能性があるものがないかどうかが調査された。その結果、ルワンダのキブ湖という、ニオス湖の約2,000倍もの広さがある湖もまたガス過飽和状態にあることが発見され、地質学者たちは約1,000年ごとにガス災害が起きている痕跡を発見した。近隣のニーラゴンゴ山が2002年に噴火し、その溶岩流が湖に流れ込んだとき、ガス噴出の恐れが高まったが、幸いにも、二酸化炭素が溶け込んでいる層に到達する前に溶岩が冷えて固まったため、大事には至らなかった。

## 天然ダムの劣化
2005年8月18日、ヤウンデ大学の地質学者であるイサーク・ニィラは湖水を堰きとめている火山岩の天然ダムが近い将来に崩壊する恐れがあることを発表した。ダムは湖水の侵食を受けており、上部では穴や空洞が出来ており、下部ではすでに水漏れが始まっていた。かつてニオス湖形成の原因となった地震活動が、今度は湖の外壁を崩壊させる可能性があり、それに伴って流出する5千万立方メートルの水が洪水となって下流地域であるカメルーンの北西州、ナイジェリアのタラバ州とベヌエ州に襲い掛かる結果となる。ニィラの推定によれば、被害想定地域に住む人々は1万人を超すといわれている。
カメルーン政府は地質鉱山研究所のグレゴリー・タンユィの談話を通じてダムの劣化を認めたが、それが今日明日の脅威をもたらすものではないと発表した。オラフ・ヴァン・ドゥインとニサ・ナーモハミッドが率いる国際連合の調査チームは、2005年の9月に3日以上かけて調査を行い、ダムの縁が傷んでいるのを確認した。ヴァン・ドゥインは10年から20年の間にダムの崩壊が起きると考えている。
ダムの崩壊を回避する方法の一つは、ダムを補強することである。もっとも、これはかなりの時間と費用が必要とされる。また、工学技術者は水路の掘削を模索している。湖水の水位を20 m下げることができればダムにかかる水圧は劇的に減少する。